# 1 000 kilomètres de Fuji 1986
Navigation
Édition précédente Édition suivante
Les 1 000 kilomètres de Fuji 1986, disputées le 5 octobre 1986 sur le Fuji Speedway, ont été la vingtième édition de cette épreuve et la neuvième et dernière manche du Championnat du monde des voitures de sport 1986.

## La course

### Classement de la course
Voici le classement officiel au terme de la course,,,.
- Les premiers de chaque catégorie du championnat du monde sont signalés par un fond jaune.
- Pour la colonne Pneus, il faut passer le curseur au-dessus du modèle pour connaître le manufacturier de pneumatiques.
- Les voitures ne réussissant pas à parcourir 75% de la distance du gagnant sont non classées (NC).

| Pos  | Classe | no  | Écurie                        | Pilotes                                                 | Châssis                            | Pneus | Tours | Temps |
| Pos  | Classe | no  | Écurie                        | Pilotes                                                 | Moteur                             | Pneus | Tours | Temps |
| ---- | ------ | --- | ----------------------------- | ------------------------------------------------------- | ---------------------------------- | ----- | ----- | ----- |
| 1    | C1     | 7   | Blaupunkt Joest Racing        | Piercarlo Ghinzani Paolo Barilla                        | Porsche 956B                       | G     | 226   |       |
| 1    | C1     | 7   | Blaupunkt Joest Racing        | Piercarlo Ghinzani Paolo Barilla                        | Porsche Type-935 2.6L Flat-6 Turbo | G     | 226   |       |
| 2    | C1     | 19  | Brun Motorsport               | Frank Jelinski Stanley Dickens                          | Porsche 956                        | M     | 225   |       |
| 2    | C1     | 19  | Brun Motorsport               | Frank Jelinski Stanley Dickens                          | Porsche Type-935 2.8L Flat-6 Turbo | M     | 225   |       |
| 3    | C1     | 51  | Silk Cut Jaguar               | Derek Warwick Eddie Cheever                             | Jaguar XJR-6                       | D     | 225   |       |
| 3    | C1     | 51  | Silk Cut Jaguar               | Derek Warwick Eddie Cheever                             | Jaguar 6.5L V12 Atmo               | D     | 225   |       |
| 4    | C1     | 10  | Porsche Kremer Racing         | Bruno Giacomelli Volker Weidler                         | Porsche 962C                       | Y     | 224   |       |
| 4    | C1     | 10  | Porsche Kremer Racing         | Bruno Giacomelli Volker Weidler                         | Porsche Type-935 2.8L Flat-6 Turbo | Y     | 224   |       |
| 5    | C1     | 8   | Joest Racing                  | "John Winter" Harald Grohs Kris Nissen                  | Porsche 956                        | G     | 223   |       |
| 5    | C1     | 8   | Joest Racing                  | "John Winter" Harald Grohs Kris Nissen                  | Porsche Type-935 2.6L Flat-6 Turbo | G     | 223   |       |
| 6    | C1     | 60  | Trust Racing Team             | Vern Schuppan George Fouché Keiichi Suzuki              | Porsche 956                        | D     | 223   |       |
| 6    | C1     | 60  | Trust Racing Team             | Vern Schuppan George Fouché Keiichi Suzuki              | Porsche Type-935 2.6L Flat-6 Turbo | D     | 223   |       |
| 7    | C1     | 18  | Brun Motorsport               | Oscar Larrauri Jesús Pareja                             | Porsche 962C                       | M     | 222   |       |
| 7    | C1     | 18  | Brun Motorsport               | Oscar Larrauri Jesús Pareja                             | Porsche Type-935 2.8L Flat-6 Turbo | M     | 222   |       |
| 8    | C1     | 25  | Advan Sports Nova Engineering | Kunimitsu Takahashi Kenji Takahashi                     | Porsche 962C                       | Y     | 221   |       |
| 8    | C1     | 25  | Advan Sports Nova Engineering | Kunimitsu Takahashi Kenji Takahashi                     | Porsche Type-935 2.8L Flat-6 Turbo | Y     | 221   |       |
| 9    | C1     | 36  | Tom's                         | Satoru Nakajima Masanori Sekiya Geoff Lees              | Tom's 86C                          | B     | 217   |       |
| 9    | C1     | 36  | Tom's                         | Satoru Nakajima Masanori Sekiya Geoff Lees              | Toyota 4T-GT 2.1L I4 Turbo         | B     | 217   |       |
| 10   | C1     | 23  | Hoshino Racing                | Kazuyoshi Hoshino Osamu Nakako                          | Nissan R86V                        | B     | 216   |       |
| 10   | C1     | 23  | Hoshino Racing                | Kazuyoshi Hoshino Osamu Nakako                          | Nissan VG30ET 3.0L V6 Turbo        | B     | 216   |       |
| 11   | C1     | 32  | Nismo Sport                   | Masahiro Hasemi Takao Wada                              | Nissan R86V                        | B     | 214   |       |
| 11   | C1     | 32  | Nismo Sport                   | Masahiro Hasemi Takao Wada                              | Nissan VG30ET 3.0L Turbo V8        | B     | 214   |       |
| 12   | C1     | 48  | Alpha Cubic Racing Team       | Noritake Takahara Chiyomi Totani Kenji Tohira           | Porsche 956B                       | B     | 213   |       |
| 12   | C1     | 48  | Alpha Cubic Racing Team       | Noritake Takahara Chiyomi Totani Kenji Tohira           | Porsche Type-935 2.6L Flat-6 Turbo | B     | 213   |       |
| 13   | GTP    | 170 | Mazdaspeed                    | Yoshimi Katayama Yojiro Terada Pierre Dieudonné         | Mazda 757                          | D     | 213   |       |
| 13   | GTP    | 170 | Mazdaspeed                    | Yoshimi Katayama Yojiro Terada Pierre Dieudonné         | Mazda 13G 1.9L 3-Rotor             | D     | 213   |       |
| 14   | C1     | 46  | Auto Beaurex Motorsport       | Hideshi Matsuda (en) Kazuo Mogi Naoki Nagasaka          | Tom's 85C                          | Y     | 213   |       |
| 14   | C1     | 46  | Auto Beaurex Motorsport       | Hideshi Matsuda (en) Kazuo Mogi Naoki Nagasaka          | Toyota 4T-GT 2.1L I4 Turbo         | Y     | 213   |       |
| 15   | GTP    | 171 | Mazdaspeed                    | Takashi Yorino David Kennedy                            | Mazda 757                          | D     | 212   |       |
| 15   | GTP    | 171 | Mazdaspeed                    | Takashi Yorino David Kennedy                            | Mazda 13G 1.9L 3-Rotor             | D     | 212   |       |
| 16   | C1     | 34  | Cara International Racing     | Akio Morimoto Franz Konrad                              | LM 06C                             | Y     | 211   |       |
| 16   | C1     | 34  | Cara International Racing     | Akio Morimoto Franz Konrad                              | Toyota 4T-GT 2.1L I4 Turbo         | Y     | 211   |       |
| 17   | C1     | 52  | Silk Cut Jaguar               | Jan Lammers Jean-Louis Schlesser Gianfranco Brancatelli | Jaguar XJR-6                       | D     | 211   |       |
| 17   | C1     | 52  | Silk Cut Jaguar               | Jan Lammers Jean-Louis Schlesser Gianfranco Brancatelli | Jaguar 6.5L V12 Atmo               | D     | 211   |       |
| 18   | C1     | 66  | Cosmic Racing Promotions      | Costas Los Tiff Needell                                 | March 84G                          | A     | 210   |       |
| 18   | C1     | 66  | Cosmic Racing Promotions      | Costas Los Tiff Needell                                 | Porsche Type-935 2.6L Flat-6 Turbo | A     | 210   |       |
| 19   | C2     | 79  | Ecurie Ecosse                 | Ray Mallock Marc Duez                                   | Ecosse C286                        | A     | 210   |       |
| 19   | C2     | 79  | Ecurie Ecosse                 | Ray Mallock Marc Duez                                   | Rover V64V 3.0L V6 Atmo            | A     | 210   |       |
| 20   | C2     | 70  | Spice Engineering             | Gordon Spice Ray Bellm                                  | Spice SE86C                        | A     | 209   |       |
| 20   | C2     | 70  | Spice Engineering             | Gordon Spice Ray Bellm                                  | Ford Cosworth DFL 3.3L V8 Atmo     | A     | 209   |       |
| 21   | C1     | 27  | FromA Nova Engineering        | Jirou Yoneyama Hideki Okada Tsunehisa Asai              | Porsche 956                        | D     | 209   |       |
| 21   | C1     | 27  | FromA Nova Engineering        | Jirou Yoneyama Hideki Okada Tsunehisa Asai              | Porsche Type-935 2.6L Flat-6 Turbo | D     | 209   |       |
| 22   | C1     | 24  | Central 20 Racing Team        | Haruhito Yanagida Takamasa Nakagawa                     | March 85G                          | D     | 207   |       |
| 22   | C1     | 24  | Central 20 Racing Team        | Haruhito Yanagida Takamasa Nakagawa                     | Nissan VG30ET 3.0L V6 Turbo        | D     | 207   |       |
| 23   | C1     | 50  | SARD                          | Syuuroku Sasaki David Sears (en)                        | SARD MC86X                         | D     | 206   |       |
| 23   | C1     | 50  | SARD                          | Syuuroku Sasaki David Sears (en)                        | Toyota 4T-GT 2.1L I4 Turbo         | D     | 206   |       |
| 24   | C1     | 35  | Tom's                         | Toshio Suzuki Hitoshi Ogawa Kaoru Hoshino               | Tom's 86C                          | B     | 206   |       |
| 24   | C1     | 35  | Tom's                         | Toshio Suzuki Hitoshi Ogawa Kaoru Hoshino               | Toyota 4T-GT 2.1L I4 Turbo         | B     | 206   |       |
| 25   | C1     | 1   | Rothmans Porsche              | Hans-Joachim Stuck Derek Bell                           | Porsche 962C                       | D     | 202   |       |
| 25   | C1     | 1   | Rothmans Porsche              | Hans-Joachim Stuck Derek Bell                           | Porsche Type-935 3.0L Flat-6 Turbo | D     | 202   |       |
| 26   | C2     | 89  | Martin Schanche Racing        | Martin Schanche Torgye Kleppe                           | Argo JM19                          | G     | 202   |       |
| 26   | C2     | 89  | Martin Schanche Racing        | Martin Schanche Torgye Kleppe                           | Zakspeed 1.9L I4 Turbo             | G     | 202   |       |
| 27   | C2     | 75  | ADA Engineering               | Evan Clements (de) Ian Harrower                         | Gebhardt JC843                     | A     | 123   |       |
| 27   | C2     | 75  | ADA Engineering               | Evan Clements (de) Ian Harrower                         | Ford Cosworth DFL 3.3L V8 Atmo     | A     | 123   |       |
| 28   | C1     | 38  | Dome Motorsport               | Eje Elgh Beppe Gabbiani                                 | Dome 86C                           | D     | 198   |       |
| 28   | C1     | 38  | Dome Motorsport               | Eje Elgh Beppe Gabbiani                                 | Toyota 4T-GT 2.1L I4 Turbo         | D     | 198   |       |
| 29   | GTP    | 180 | Oz Racing                     | Kenji Seino Mutsuo Kazama Syuuji Fujii                  | MCS Guppy                          | D     | 185   |       |
| 29   | GTP    | 180 | Oz Racing                     | Kenji Seino Mutsuo Kazama Syuuji Fujii                  | Mazda Rotor                        | D     | 185   |       |
| 30   | C2     | 85  | Shizumatsu Racing             | Seisaku Suzuki Tetsuji Shiratori Kaneyuki Okamoto       | Mazda 737C                         | D     | 176   |       |
| 30   | C2     | 85  | Shizumatsu Racing             | Seisaku Suzuki Tetsuji Shiratori Kaneyuki Okamoto       | Mazda 13B 1.3L 2-Rotor             | D     | 176   |       |
| 31   | C2     | 99  | Roy Baker Racing Tiga         | Roy Baker Duncan Bain Rudi Thomann                      | Tiga GC286                         | A     | 171   |       |
| 31   | C2     | 99  | Roy Baker Racing Tiga         | Roy Baker Duncan Bain Rudi Thomann                      | Ford Cosworth BDT 1.7L I4 Turbo    | A     | 171   |       |
| Abd. | C1     | 14  | Liqui Moly                    | Klaus Niedzwiedz Mauro Baldi                            | Porsche 956GTi                     | G     | 207   |       |
| Abd. | C1     | 14  | Liqui Moly                    | Klaus Niedzwiedz Mauro Baldi                            | Porsche Type-935 2.8L Flat-6 Turbo | G     | 207   |       |
| Abd. | C1     | 2   | Rothmans Porsche              | Al Holbert Henri Pescarolo                              | Porsche 962C                       | D     | 150   |       |
| Abd. | C1     | 2   | Rothmans Porsche              | Al Holbert Henri Pescarolo                              | Porsche Type-935 3.0L Flat-6 Turbo | D     | 150   |       |
| Abd. | C2     | 77  | Chamberlain Engineering       | Will Hoy Gareth Chapman Mike Sanders                    | Tiga TS85                          | A     | 138   |       |
| Abd. | C2     | 77  | Chamberlain Engineering       | Will Hoy Gareth Chapman Mike Sanders                    | Hart 418T 1.8L I4 Turbo            | A     | 138   |       |
| Abd. | C1     | 20  | Tiga Team                     | Tim Lee-Davey Richard Piper                             | Tiga GC86                          | D     | 119   |       |
| Abd. | C1     | 20  | Tiga Team                     | Tim Lee-Davey Richard Piper                             | Ford Cosworth DFL 3.3L V8 Atmo     | D     | 119   |       |
| Abd. | C1     | 15  | Person's Racing Team          | Aguri Suzuki Keiji Matsumoto                            | Nissan R86V                        | B     | 68    |       |
| Abd. | C1     | 15  | Person's Racing Team          | Aguri Suzuki Keiji Matsumoto                            | Nissan VG30ET 3.0L V6 Turbo        | B     | 68    |       |
| Abd. | C2     | 72  | John Bartlett Racing          | Robin Donovan Kenneth Leim Yoshiyuki Oguwa              | Bardon DB1                         | A     | 32    |       |
| Abd. | C2     | 72  | John Bartlett Racing          | Robin Donovan Kenneth Leim Yoshiyuki Oguwa              | Ford Cosworth DFL 3.3L V8 Atmo     | A     | 32    |       |
| Abd. | C2     | 98  | Roy Baker Racing Tiga         | Duncan Bain David Andrews                               | Tiga GC286                         | A     | 19    |       |
| Abd. | C2     | 98  | Roy Baker Racing Tiga         | Duncan Bain David Andrews                               | Ford Cosworth BDT 1.7L I4 Turbo    | A     | 19    |       |
| Abd. | C1     | 37  | Team Ikuzawa                  | Kenny Acheson Michael Roe                               | Tom's 86C                          | D     | 16    |       |
| Abd. | C1     | 37  | Team Ikuzawa                  | Kenny Acheson Michael Roe                               | Toyota 4T-GT 2.1L I4 Turbo         | D     | 16    |       |
| Abd. | C1     | 45  | Auto Beaurex Motorsport       | Naoki Nagasaki Steven Andskär                           | Tom's 85C                          | D     | 6     |       |
| Abd. | C1     | 45  | Auto Beaurex Motorsport       | Naoki Nagasaki Steven Andskär                           | Toyota 4T-GT 2.1L I4 Turbo         | D     | 6     |       |
| Np.  | C2     | 88  | Mr. S Racing Product          | Tooru Sawada Seiichi Sodeyama                           | Mishima Auto 84C                   | D     | -     |       |
| Np.  | C2     | 88  | Mr. S Racing Product          | Tooru Sawada Seiichi Sodeyama                           | BMW M88 3.5L I6 Atmo               | D     | -     |       |
| Nq.  | GTX    | 185 | Road Runner Racing Team       | Chikage Oguchi Kazuhiko Oda                             | Mazda RX-7                         | D     | -     |       |
| Nq.  | GTX    | 185 | Road Runner Racing Team       | Chikage Oguchi Kazuhiko Oda                             | Mazda 13B 1.3L 2-Rotor             | D     | -     |       |
| Nq.  | GTX    | 188 | Mazda Sport Car Club          | Iwao Sugai Hiroshi Sugai                                | Mazda RX-7 254                     | D     | -     |       |
| Nq.  | GTX    | 188 | Mazda Sport Car Club          | Iwao Sugai Hiroshi Sugai                                | Mazda 13B 1.3L 2-Rotor             | D     | -     |       |

## Pole position et record du tour
- Pole position :  Oscar Larrauri (#18 Brun Motorsport) en 1 min 16 s 519
- Meilleur tour en course : ...

## À noter
- Longueur du circuit : 4,470 km
- Distance parcourue par les vainqueurs : 1 001,280 km